# Delfina Blaquier
Delfina Blaquier Frers (20 de noviembre de 1980) es una fotógrafa, empresaria y atleta argentina.

## Biografía
Como atleta juvenil en la década de 1990, Blaquier compitió internacionalmente en la disciplina de salto de altura femenino. Fue medalla de oro en el Campeonato Sudamericano de Atletismo Sub-18 en 1996, medalla de plata en el Campeonato Sudamericano de Atletismo en 1997 y dos veces medalla de oro en el Campeonato Sudamericano de Atletismo Sub-20 en 1997 y 1998. En 1998 fue octava en el Campeonato Mundial de Atletismo Sub-20.
En 2007 inauguró su primera exposición de fotografía. En 2018 se asoció con Lucila Sperber y Sofía Achaval de Montaigu para lanzar la línea de ropa Àcheval Pampa.

## Vida personal
Blaquier es hija de la piloto argentina Delfina Frers y de Eduardo Blaquier, miembro de una acaudalada familia. Su abuelo paterno, Juan José Silvestre Blaquier, era jugador de polo, y su abuelo materno es el arquitecto naval Germán Frers. Es prima hermana de la periodista Nieves Zuberbühler.
Se casó con el jugador de polo Nacho Figueras en 2004. La pareja vive en Estados Unidos y tiene cuatro hijos. En 2018 asistieron a la Boda del Príncipe Harry y Meghan Markle en el Castillo de Windsor.